# Bureau of Public Enterprises
Das Bureau of Public Enterprises (BPE) in Nigeria hat die Aufgabe, staatseigene Unternehmen zu privatisieren  und zu kommerzialisieren und Wirtschaftssektoren auf breiter Basis zu reformieren.
1998 ergab eine Studie die Verschwendung riesiger Steuermittel in öffentlichen Unternehmen (Public Enterprises). Daraufhin wurde 1999 mit dem „Public Enterprises (Privatisation and Commercialisation) Act“ die gesetzliche Grundlage für eine Privatisierung und Kommerzialisierung geschaffen. Die Verantwortung liegt beim Nationalrat für Privatisierung (NCP). Das BPE ist zuständig für die Umsetzung und ist aufgeteilt in 
- Industrie (Industry and Manufacturing),
- Infrastruktur und Netzwerke,
- Natürliche Ressourcen,
- Erdöl und Gas,
- Dienste,
- Transport und Luftfahrt.